# Málta az 1960. évi nyári olimpiai játékokon
Málta az olaszországi Rómában megrendezett 1960. évi nyári olimpiai játékok egyik részt vevő nemzete volt. Az országot az olimpián 4 sportágban 10 sportoló képviselte, akik érmet nem szereztek.

## Kerékpározás

### Országúti kerékpározás
| Versenyző                                  | Versenyszám     | Idő             | Helyezés      |
| ------------------------------------------ | --------------- | --------------- | ------------- |
| John Bugeja                                | Mezőnyverseny   | nem ért célba   | nem ért célba |
| Paul Camilleri                             | Mezőnyverseny   | 4:20:57 (+0:20) | 41.           |
| Joseph Polidano                            | Mezőnyverseny   | nem ért célba   | nem ért célba |
| John Bugeja Paul Camilleri Joseph Polidano | Csapat időfutam | 2:44:35,56      | 29.           |

## Sportlövészet
Férfi
| Versenyző    | Versenyszám | Selejtező  | Selejtező  | Döntő   | Döntő    |
| Versenyző    | Versenyszám | Pont       | Helyezés   | Pont    | Helyezés |
| ------------ | ----------- | ---------- | ---------- | ------- | -------- |
| Joseph Grech | Trap        | nincs adat | nincs adat | kiesett | kiesett  |
| Wenzu Vella  | Trap        | nincs adat | nincs adat | kiesett | kiesett  |

## Úszás
Férfi
| Versenyző           | Versenyszám | Előfutam | Előfutam | Előfutam | Elődöntő | Elődöntő | Elődöntő | Döntő   | Döntő    |
| Versenyző           | Versenyszám | Idő      | Hely.    | Össz.    | Idő      | Hely.    | Össz.    | Idő     | Helyezés |
| ------------------- | ----------- | -------- | -------- | -------- | -------- | -------- | -------- | ------- | -------- |
| Christopher Dowling | 100 m gyors | 1:08,9   | 8.       | 51.      | kiesett  | kiesett  | kiesett  | kiesett | kiesett  |
| Alfred Grixti       | 100 m gyors | 1:07,8   | 8.       | 50.      | kiesett  | kiesett  | kiesett  | kiesett | kiesett  |

## Vitorlázás
Nyílt
| Versenyző               | Versenyszám | Futam | Futam | Futam | Futam | Futam | Futam | Futam | Pontszám | Helyezés |
| Versenyző               | Versenyszám | 1     | 2     | 3     | 4     | 5     | 6     | 7     | Pontszám | Helyezés |
| ----------------------- | ----------- | ----- | ----- | ----- | ----- | ----- | ----- | ----- | -------- | -------- |
| Alfred Borda            | Finn dingi  | 154   | 265   | 214   | 344   | 183   | (101) | 154   | 1314     | 34.      |
| John Ripard Paul Ripard | Csillaghajó | 136   | 215   | 136   | 215   | (0)   | 101   | 370   | 1173     | 25.      |